# Mother Damnable
Mary Ann Conklin (* 1821 in Pennsylvania; † 1873) war als Mother Damnable oder Madame Damnable („verdammenswerte Mutter“ bzw. „verdammenswerte Puffmutter“) eine prominente Persönlichkeit des frühen Seattle.
Conklin betrieb das erste Hotel in Seattle, das Felker House, mit großem Erfolg. Neben dem Hotelbetrieb und einer Gastwirtschaft richtete sie bald ein hochklassiges Bordell im obersten Stockwerk ein. Conklin vermietete zudem tageweise Räume für die lokale Gerichtsbarkeit und sonstige offizielle Zusammenkünfte und trug wesentlich zum Geschäftsleben und der Attraktivität des frühen Seattle bei.
Ihr Spitzname bezog sich auf ihren legendären Sprachschatz, den sie bei Seeleuten und Gästen erworben hatte. Conklin wurde nachgesagt, auf Chinesisch, Englisch, Französisch, Deutsch, Portugiesisch und Spanisch so brachial wie gekonnt fluchen zu können.

## Biographie
Als Mary Ann Boyer 1821 in Pennsylvania geboren traf sie 1851 einen Walfängerkapitän, David W. „Bull“ Conklin, und heiratete ihn möglicherweise. Nach zwei Jahren auf dessen Schiff ließ er sie 1853 in Port Townsend zurück und segelte nach Alaska. Sie kam nach Seattle und begann, für Captain Leonard Felker das Felker House zu bewirtschaften. Das Grundeigentum dazu stammte von Doc Maynard, der im Gegensatz zu den meisten anderen Pionieren Seattles kein Abstinenzler war und die Einrichtung eines Hotels mit Bordellbetrieb als Stadtattraktion befürwortete.
Das Gebäude selbst war ein frühes, aufwändig gestaltetes Fertighaus, welches Felker in einzelne Fassadenelemente zerlegt per Schiff nach Seattle gebracht hatte, und als erstes seiner Art in Seattle auch eine architektonische Besonderheit.
Als im Rahmen des Puget-Sound-Kriegs nach dem Gefecht um Seattle im Januar 1856 Matrosen der USS Decatur eine Straße im Umfeld des Hotels bauen wollten, kam es zu einer Konfrontation mit Mother Damnable. Der damalige Offizier der Decatur und spätere Admiral Thomas Stowell Phelps beschrieb die Szene wie folgt
„… sobald unsere Männer da ankamen, da kam, drei Hunde im Gefolge, Steine in der Schürze, dieser Termagant zeternd aus dem Haus auf sie zu. Die Art und Weise, wie da Steine, Flüche und Beschwörungen heranflogen, war kaum ohne Furcht zu begreifen. Nachdem sie wie eine Furie attackierte, ihre Hunde sich ins Fleisch der Invasoren verbissen hatten, floh die gesamte Truppe, Offiziere und Mannschaften, als ob der Teufel höchstpersönlich hinter ihnen her gewesen wäre.“
Der Straßenbau kam erst nach gelungener Vermittlung eines Quartiermeisters zustande.
Mary Ann Conklin starb 1873. Ihr Grab ist heute im Lake View Cemetery in Seattle zu finden. Die erste Grabstätte auf dem ersten Friedhof Seattles wurde 1884 verlegt, um Platz für den Denny Park zu machen. Der Grabstein gibt fälschlicherweise 1887 an. Einer lokalen Legende zufolge war der Sarg auffallend schwer und als man ihn bei der Verlegung öffnete, hätte man die angeblich in Stein verwandelte Tote gut erhalten vorgefunden.
Das Andenken an Conklin in Seattle wird unter anderem von der etwas ungewöhnlichen Bruderschaft E Clampus Vitus gepflegt, die sich der Goldgräberzeit verschrieben hat.
1889 fiel das Felker House einem großen Stadtbrand zum Opfer.